# Lordelo (Monção)
Lordelo ist ein Ort und eine ehemalige Gemeinde (Freguesia) im nordportugiesischen Kreis Monção. Die Gemeinde hatte 116 Einwohner (Stand 30. Juni 2011).
Am 29. September 2013 wurden die Gemeinden Lordelo, Parada und Sago zur neuen Gemeinde União das Freguesias de Sago, Lordelo e Parada zusammengeschlossen.